# Manuel Mafra
Pour les articles homonymes, voir Mafra.
Manuel Cipriano Gomes Mafra (Mafra, 30 août 1831 - Caldas da Rainha, 11 décembre 1905) était un céramiste et homme d'affaires portugais. Il est l'auteur d'un premier moment de rénovation de la céramique de Caldas da Rainha dans un style néo-palisséen.

## Biographie
Il est né à Mafra, le 30 août 1831, il est fils de potier. Il quitte sa ville natale pour aller à Caldas da Rainha où il travaille dans la célèbre faïencerie de Maria dos Cacos. Il finit par devenir le dirigeant de cette faïencerie de 1853 et 1905. Il développe une vaste œuvre, empreinte de naturalisme, inspirée de celle de Bernard Palissy. Il est primé à l'Exposition universelle de Vienne (1873), à l'Exposition universelle de 1876 (Philadelphie), à l'Exposition universelle de 1878 (Paris) et à l'Exposition portugaise de Rio de Janeiro en 1879.

## Œuvres

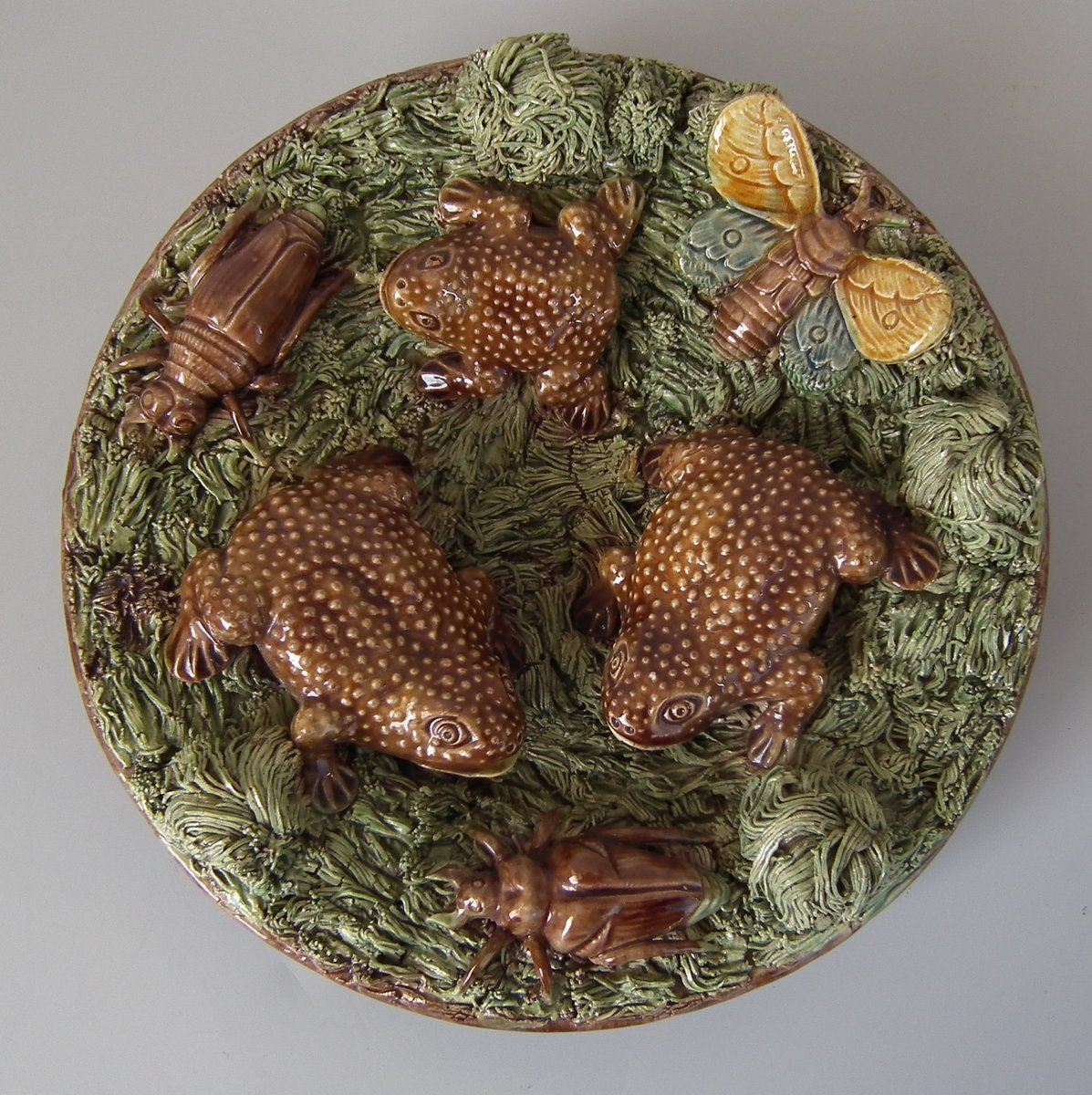
Assiette décorative avec grenouilles et insectes
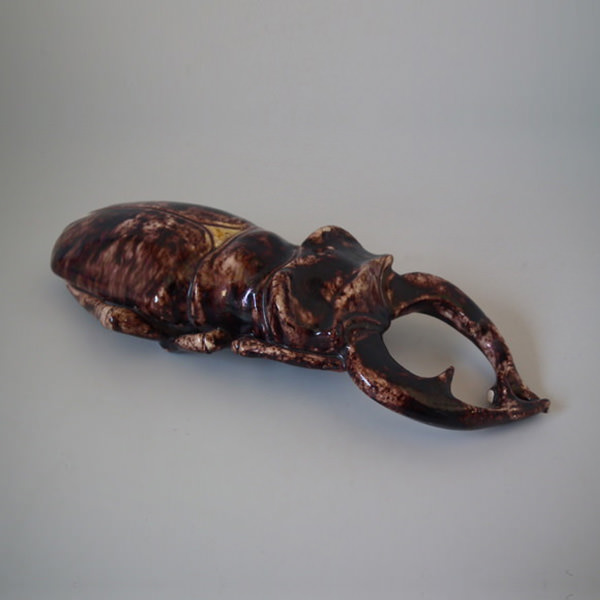
Scarabée en céramique
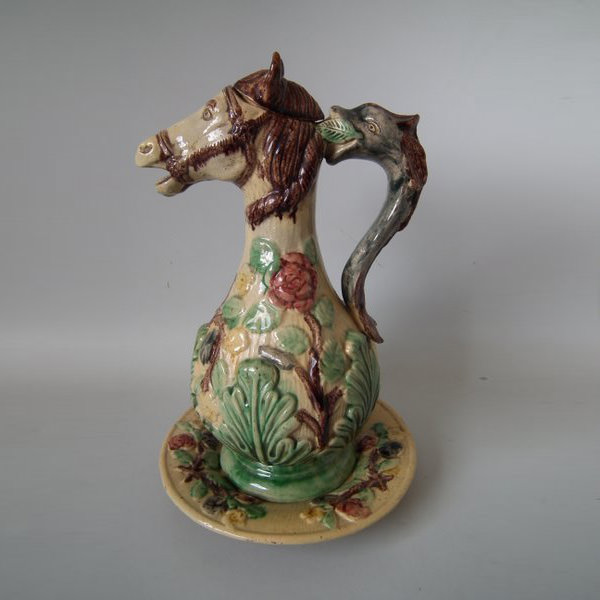
Pichet tête de cheval
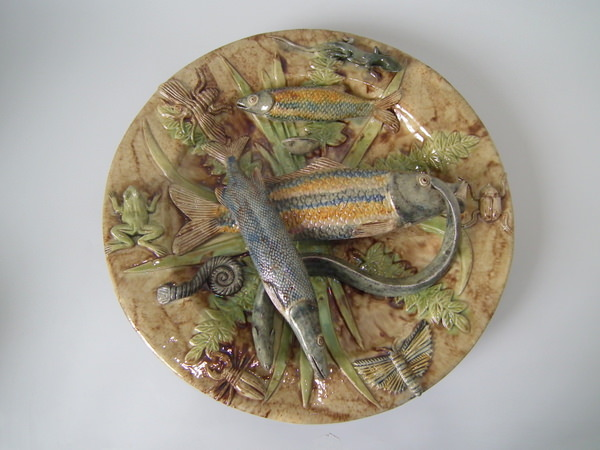
Assiette décorative avec des poissons et des insectes
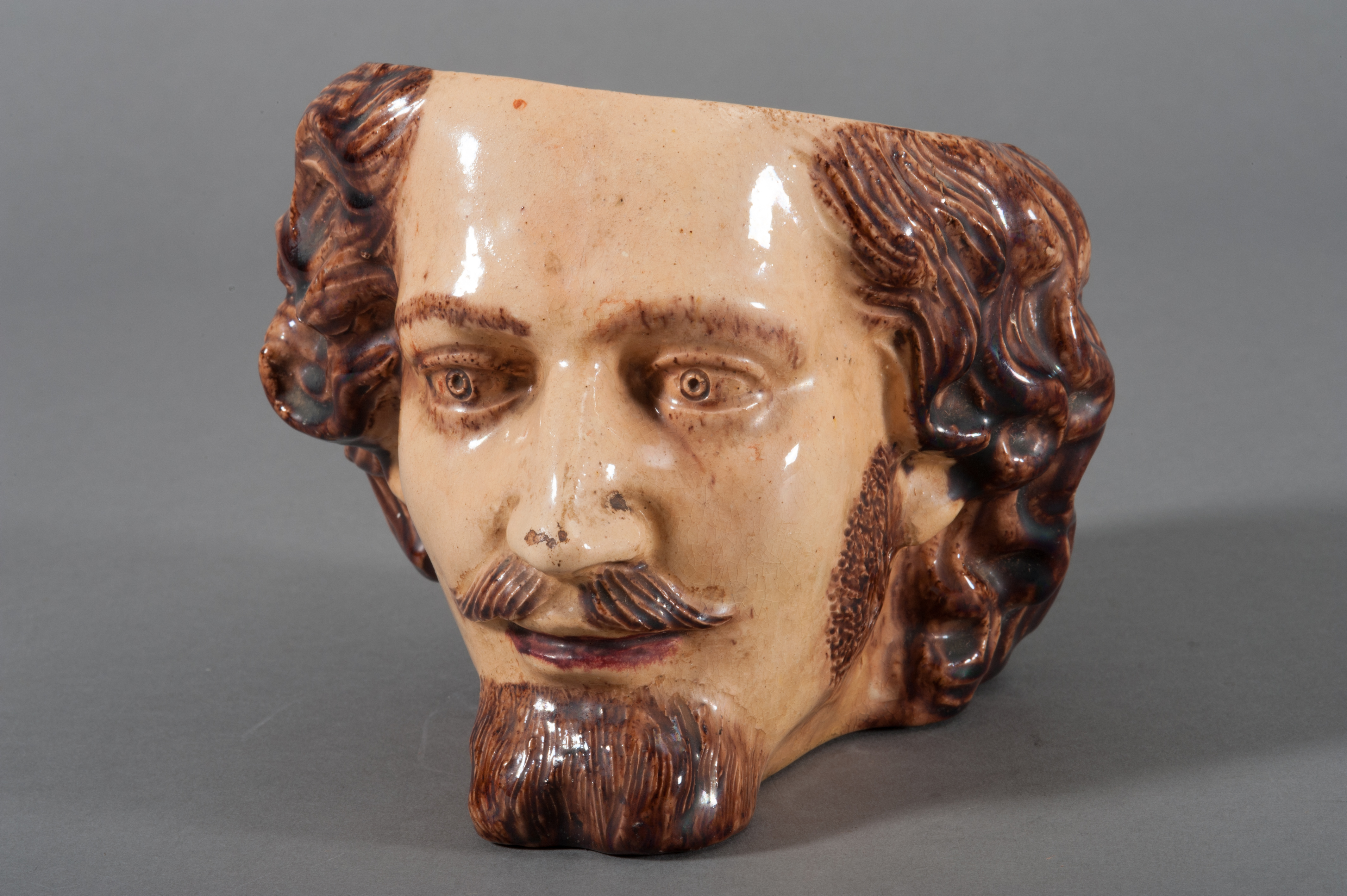
Vase en céramique - collection du Museu Paulista.